# Pedro Fernández Alén
Pedro Fernández Alén (Badajoz, 1975) es un empresario español del sector de la construcción, conocido principalmente por su cargo como Presidente de la Confederación Nacional de la Construcción (CNC), posición que ocupa desde marzo de 2021, y como presidente de la Fundación Laboral de la Construcción.
Nacido en Badajoz, Fernández Alén se graduó en Derecho por la Universidad Complutense de Madrid y posteriormente obtuvo un Máster en Dirección de Empresas Constructoras e Inmobiliarias (MDI) en la Universidad Politécnica de Madrid. Ha desempeñado roles como Presidente de la Fundación Laboral de la Construcción, Vicepresidente de la Confederación Española de la Pequeña y Mediana Empresa (CEPYME) y Presidente del Consejo Económico y Social (CES).
La gestión de Fernández Alén en la CNC se ha caracterizado por un enfoque en fortalecer el sector de la construcción, que representa más del 10% del PIB de España y emplea a casi 1.5 millones de trabajadores. Durante su gestión, ha abogado por una mayor coordinación interministerial en materia de vivienda y urbanismo, ha impulsado reformas en la contratación pública para mejorar la competitividad y ha destacado el papel del sector en la gestión de los fondos NextGenerationEU, con siete de cada diez euros vinculados a proyectos de construcción. Anteriormente, ocupó el cargo de Secretario General de CEPYME entre 2019 y 2021, donde defendió los intereses de las pequeñas y medianas empresas. 